# 송채환
송채환(한국 한자: 宋彩丸, 본명: 권소연, 1968년 5월 1일 ~ )은 대한민국의 배우이다.

## 학력
- 서울국악예술고등학교 (졸업)
- 서울예술대학 연극과 (전문학사)

## 생애
1989년 연극배우로 첫 데뷔하였고 1991년 영화 《장군의 아들 2》의 주연 배우로 데뷔하였으며 1993년 MBC 문화방송 드라마에 첫 출연하였고 2002년 대한민국·미국 합작 모노드라마 영화 《요청》의 제작자로 데뷔하였다.

## 연기 활동

### 영화
- 1991년 《장군의 아들 2》
- 1994년 《무거운 새》
- 2008년 《가벼운 잠》

### 텔레비전 드라마
- 1993년 MBC 수목드라마 《폭풍의 계절》
- 1994년 KBS2 일일연속극 《밥을 태우는 여자》
- 1994년 SBS 드라마 스페셜 《사랑은 없다》 ... 홍미희 역
- 1995년 SBS 주말극장 《옥이 이모》 ... 경자 역
- 1996년 SBS 드라마스페셜 《도둑》 ... 혜숙 역
- 1996년 SBS 창사6주년 특별기획드라마 《임꺽정》 ... 기생 소홍 역
- 1996년 KBS2 주말연속극 《첫사랑》 ... 성찬옥 역
- 1997년 KBS2 청소년드라마 《스타트》 ... 나필선 역
- 1997년 KBS2 추석특집극 《불붙는 난간》
- 1997년 KBS2 수목드라마 《그대 나를 부를 때》
- 1997년 KBS2 일요아침드라마 《세 여자》 ... 혜진 역
- 1997년 KBS 2TV 《금요극장 - 백수 3년차》
- 1998년 KBS2 아침드라마 《바람처럼 파도처럼》
- 1998년 SBS 일일드라마 《미우나 고우나》
- 1999년 KBS1 TV소설 《누나의 거울》
- 1999년 SBS 일요아침드라마 《달콤한 신부》
- 1999년 KBS2 주말연속극 《사랑하세요?》 ... 이미숙 역
- 2000년 MBC 가정의 달 특집극 《당신의 둥지는 어디였을까》
- 2000년 KBS1 일일연속극 《좋은걸 어떡해》 ... 장미순 역
- 2000년 SBS 드라마스페셜 《줄리엣의 남자》
- 2001년 SBS 아침연속극 《이별 없는 아침》 ... 한정인 역
- 2001년 SBS 일일드라마 《이 부부가 사는 법》 ... 영자 역
- 2001년~2006년 KBS1 전원드라마 《대추나무 사랑걸렸네》 ... 순자 역
- 2002년 EBS 어린이드라마 《TV로 보는 원작동화 - 초대받은 아이들》 ... 민서 엄마 역
- 2002년 KBS2 월화미니시리즈 《햇빛 사냥》 ... 임영애 역
- 2002년 KBS2 일일드라마 《결혼합시다》 ... 사라장 역
- 2002년 KBS2 월화미니시리즈 《천국의 아이들》 ... 정재희 역
- 2003년 KBS2 월화드라마 《아내》 ... 한상희 역
- 2003년 SBS 대기획 《올인》 ... 수녀 역
- 2003년 SBS 아침연속극 《당신 곁으로》 ... 정아 역
- 2003년 SBS 추석특집극 《앙숙》 ... 천양자 역
- 2005년 SBS 아침연속극 《진주 귀걸이》 ... 오자영 역
- 2009년 SBS 추석특집극 《아버지, 당신의 자리》 ... 민철의 처 역
- 2011년~2012년 MBC 특별기획 주말드라마 《애정만만세》 ... 원장수녀 역
- 2012년 SBS 추석특집극 《가족사진》 ... 이숙희 역
- 2013년 SBS 주말극장 《열애》 ... 송경희 역
- 2014년 JTBC 월화드라마 《유나의 거리》 ... 황정현 역 (특별출연)
- 2014년 KBS2 단막극 《KBS 드라마 스페셜 - 수상한 7병동》 ... 여의사 역
- 2023년 KBS1 일일연속극 《금이야 옥이야》 ... 마홍도 역

### 연극
- 1995년 《서툰 사람들》
- 1996년 《고래사냥》
- 1996년 《파우스트》 ... 그레첸 역
- 2011년 《아내라는 직업의 여인》

## 방송

### 텔레비전 프로그램
- 1994년 KBS 2TV 《건강하게 삽시다》 ... 리포터
- 1995년 KBS 2TV 《TV는 사랑을 싣고》... 게스트
- 1995년 MBC 《신 인간시대》 ... MC
- 1997년 SBS 《편지쇼 살맛나는 세상》... MC
- 1999년 SBS 《생방송 행복찾기》 ... MC
- 2013년 MBN 《엄지의 제왕》 ... 출연 종료

### 라디오 프로그램
- 1995년 MBC FM 《송채환의 음악살롱》 ... DJ
- 2007년 SBS 파워FM 《그대의 향기, 송채환입니다》 ... DJ
- 2011년 TBS FM 《송채환의 첫사랑》 ... DJ
- 2015년 EBS FM 《EBS 책 읽는 라디오 낭독 시리즈》

## 광고
- 1994년 훼럼포라
- 1997년 경동나비엔
- 1997년 동화약품 후시딘
- 2001년 해태제과식품 고향만두
- 2002년 길성그랑프리텔
- 2003년 푸르밀 검은콩이 들어있는 우유
- 2004년 농심 조청유과 (with 정주은, 김동균)

## 수상
- 1995년 제19회 서울연극제 여자연기상 《서툰 사람들》
- 1996년 KBS 연기대상 여자 조연상, 인기상 《첫사랑》
- 2001년 SBS 연기대상 인기상